# Ida Altmann
Ida Altmann (* 30. Juni 1862 in Obscherninken, Ostpreußen; † 30. November 1935 in Berlin) war eine deutsche Gewerkschafterin und Akteurin der proletarischen Frauenbewegung.

## Leben

### Herkunft und Jugend
Ida Altmann stammte aus einem jüdischen Elternhaus und konnte die städtische höhere Töchterschule in Königsberg besuchen, was vielen Frauen ihrer Zeit verwehrt war. Sie bestand 1881 in Königsberg ihr Examen als Volksschullehrerin.
Als Jüdin war ihr eine Stelle als Lehrerin an staatlichen Schulen verwehrt. Sie reiste 1881 nach St. Petersburg und arbeitete dort als Hauslehrerin. Sie reiste viel und versuchte sich mit Erzählungen und Gedichten als Schriftstellerin. 1890 zog sie von St. Petersburg nach Berlin.

### Aktivitäten in der Berliner Gemeinde der Freidenker
Im Jahre 1891 trat sie in Berlin aus der jüdischen Gemeinde aus. Ab 1892 war sie als Mitglied aktiv in der Freireligiösen Gemeinde Berlins, einem humanistisch-atheistischen Verband. Sie war es, die 1895 die Grundsätze der Berliner Freireligiösen Gemeinde schriftlich ausformulierte. Einer dieser Grundsätze lautete: „Freie Selbstbestimmung gemäß der fortschreitenden Vernunft und Wissenschaft auf allen Gebieten des Lebens“. 
Wegen ihrer Aktivitäten stand sie unter polizeilicher Beobachtung und musste 1895 erstmals eine Haftstrafe antreten, weil sie sich über ein Verbot für ihre Vortragstätigkeit hinweggesetzt hatte – die repressive Handhabung von Vereinsrecht und anderen Regelungen war in den 1890er Jahren typisch für das Vorgehen des Staates gegen als „subversiv“ betrachtete Aktivitäten. Durch ihr Engagement bei Sozialdemokratie und Freidenkern war Ida Altmann auch der Eintritt in den staatlichen Schuldienst endgültig verboten, sie durfte nur als Privatlehrerin tätig sein. Das tat sie vor allem im Rahmen der Jugendarbeit der Freireligiösen Gemeinde. Für zeitweise über 500 Kinder führte Ida Altmann „Kulturgeschichtlichen Unterricht“ durch, hielt Feierstunden sowie Vorträge.
Von 1900 bis 1912 wirkte Ida Altmann im Internationalen Freidenkerbund als Sekretärin für Deutschland und als Schriftführerin im Vorstand der Freireligiösen Gemeinde Berlin. Sie verfolgte Ernst Haeckels Werben für seinen freidenkerischen Monismus und bewog ihn, an dem Internationalen Freidenker-Kongress 1904 teilzunehmen, bei dem ihm überwältigende persönliche Ehrungen zuteilwurden.

### Proletarische Frauenbewegung
Neben den Freidenkern engagierte sich Ida Altmann auch in der Sozialdemokratie, die damals eng mit der Freidenkerbewegung zusammenarbeitete. Gemeinsam mit Emma Ihrer und Clara Zetkin wirkte sie in Berlin für den Aufbau einer proletarischen Frauenbewegung. Diese Bewegung entstand in den 1880ern als sozialistische Parallele zur bürgerlichen Frauenbewegung und hatte an mehreren Fronten zu kämpfen: von der Polizei wurde sie durch Organisations- und Versammlungsverbote verfolgt, in der Arbeiterbewegung dagegen oft als potentiell spaltende Sonderbestrebung angesehen, der bürgerlichen Frauenbewegung hingegen galt sie als zu radikal. Die politische Polizei beobachtete auch Ida Altmann und hielt sie für eine der führenden Agitatorinnen der proletarischen Frauenbewegung in Berlin. Ida Altmann und ihre Mitstreiterinnen überwanden jedoch alle Widerstände und konnten seit den 90er Jahren die proletarische Frauenbewegung als feste Größe etablieren. Altmann engagierte sich besonders im gewerkschaftlichen Bereich, ab 1905 war sie für mehr als drei Jahre die erste hauptamtliche Gewerkschaftssekretärin Deutschlands. Ihre Stelle beim „Gewerkschaftlichen Arbeiterinnensekretariat“ der Generalkommission der Gewerkschaften befasste sich speziell mit den Problemen arbeitender Frauen. Emma Ihrer und Ida Altmann hatten die Schaffung dieser Stelle gemeinsam mit Carl Legien gegen starke Vorbehalte durchgesetzt.

### Ausstieg aus der Politik
Ida Altmann kündigte ihre Stelle in der Generalkommission zum 1. März 1909. Danach blieb sie aber weiter als Übersetzerin und Dolmetscherin der Generalkommission verbunden. Gleichzeitig trat sie als Rednerin auf sozialdemokratischen Versammlungen in Erscheinung. Im April 1912 heiratete sie ihren langjährigen Freund Jegor Bronn, (1870–1932) der als Erfinder und Chefingenieur bei den Rombacher Hüttenwerken tätig war. Sie zog noch im selben Jahr zu ihm nach Rombach in Elsass-Lothringen. Sie trat nicht mehr politisch hervor, veröffentlichte aber weiterhin Aufsätze und Artikel in Freigeistigen Blättern, schrieb Gedichte und auch Romane. Nach ihrer Rückkehr zusammen mit ihrem Mann nach Berlin im Jahre 1919 nahm Ida Altmann-Bronn nur ihre aktive Mitgliedschaft in der Freireligiösen Gemeinde Berlins wieder auf. Sie kümmerte sich intensiv um ihren nierenkranken Mann, mit dem sie einige Erholungsreisen nach Nizza unternahm. Nach seinem Tod im Jahr 1932 zog sie sich völlig aus der Öffentlichkeit zurück. Sie starb 1935 in Berlin.

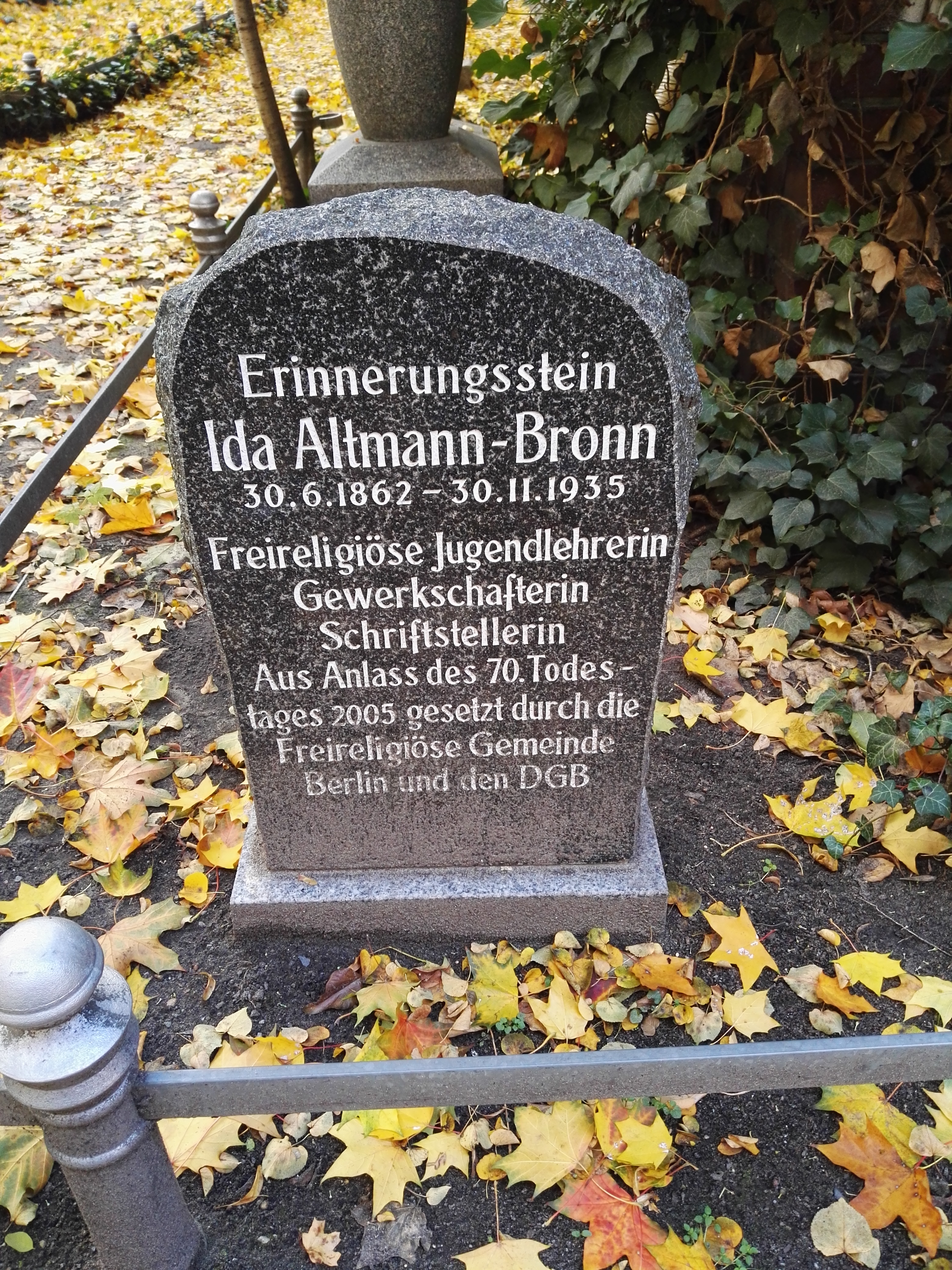
Erinnerungsstein

Auf dem Friedhof Pappelallee der Freireligiösen Gemeinde Berlins wurde ihr 2005 ein Erinnerungsstein gesetzt.

## Schriften (Auswahl)
- [Über Haeckel]. In: Was wir Ernst Haeckel verdanken. Ein Buch der Verehrung und Dankbarkeit, hrsg. von Heinrich Schmidt. Leipzig 1914, 2. Band, S. 142–147.
- Vorfrühling : Erzählungen aus dem vorrevolutionären Rußland. Berlin, 1928.
- Ein hoher Geist, ein edel Herz : Erinnerungen und Gedichte ; Jegor Bronn zum Gedächtnis. Bogen, Berlin 1932.